# Organização de Defesa Nacional Karen
A Organização de Defesa Nacional Karen (em birmanês: ကရင်အမျိုးသား ကာကွယ်ရေး အဖွဲ့အစည်; abreviado: ODNK) é um dos dois ramos militares da União Nacional Karen (UNK), sendo o outro o Exército de Libertação Nacional Karen (ELNK). Este ramo lutou como ala armada da UNK  contra o governo de Myanmar (Birmânia) desde 1947 até 1949, até que o ELNK se tornou a ala oficial.
A ala seguiu de perto o processo de paz instigado pelo governo, começando com o apelo ao cessar-fogo nacional pelas Organizações de Resistência Armadas Étnicas (EARO) em 2011. Em 11 de outubro de 2015, divulgou uma declaração sobre o Acordo de Cessar Fogo Nacional recentemente assinado.